# Sanicula astrantiifolia
Sanicula astrantiifolia är en flockblommig växtart som beskrevs av H.Wolff och G.Kretschmer. Sanicula astrantiifolia ingår i släktet sårläkor, och familjen flockblommiga växter. Inga underarter finns listade i Catalogue of Life.